# Mirasłau Ramaszczanka
Mirasłau Jurjewicz Ramaszczanka (biał. Міраслаў Юр'евіч Рамашчанка, ros. Мирослав Юрьевич Ромащенко Mirosław Jurjewicz Romaszczenko; ur. 16 grudnia 1973 w Pawłohradzie) – białoruski piłkarz grający na pozycji pomocnika, a później napastnika i trener piłkarski.

## Kariera piłkarska
Karierę rozpoczął w 1990 w Hirnyku Pawłohrad. W 1991 trafił do rezerw Dnipro Dniepropetrowsk. W 1992 przeniósł się do Wiedrycza Rzeczyca, skąd w 1993 trafił do Dniapra Mohylew. W 1994 przeszedł do Urałmasza Jekaterynburg, a w 1996 do Spartaka Moskwa, z którym dwukrotnie został mistrzem Rosji (w 1996 i 1997) oraz wygrał puchar kraju w 1998.
20 lipca 1998 na treningu poczuł ból w kolanie. Okazało się, że Ramaszczanka doznał kontuzji łąkotki, która została później zoperowana. We wrześniu tego samego roku w meczu reprezentacji Białorusi z Danią uraz ten mu się odnowił. W ciągu trzech lat przeszedł sześć operacji i nigdy więcej nie pojawił się na boisku.
Ramaszczanka zagrał w 15 meczach dla reprezentacji Białorusi, w których strzelił 1 gola.

### Lista meczów w reprezentacji Białorusi
Opracowano na podstawie materiału źródłowego:
| Lp. | Data                 | Miejsce    | Przeciwnik  | Wynik | Ranga spotkania |
| --- | -------------------- | ---------- | ----------- | ----- | --------------- |
| 1   | 17 sierpnia 1994     | Radom      | Polska      | 1 – 1 | mecz towarzyski |
| 2   | 12 października 1994 | Mińsk      | Luksemburg  | 2 – 0 | el. ME 1996     |
| 3   | 16 listopada 1994    | Mińsk      | Norwegia    | 0 – 4 | el. ME 1996     |
| 4   | 7 czerwca 1995       | Mińsk      | Holandia    | 1 – 0 | el. ME 1996     |
| 5   | 6 września 1995      | Rotterdam  | Holandia    | 0 – 1 | el. ME 1996     |
| 6   | 27 marca 1996        | Nitra      | Słowacja    | 0 – 4 | mecz towarzyski |
| 7   | 1 maja 1996          | Mielec     | Polska      | 1 – 1 | mecz towarzyski |
| 8   | 27 maja 1996         | Mołodeczno | Azerbejdżan | 2 – 2 | mecz towarzyski |
| 9   | 1 czerwca 1996       | Solna      | Szwecja     | 1 – 5 | el. MŚ 1998     |
| 10  | 31 sierpnia 1996     | Mińsk      | Estonia     | 1 – 0 | el. MŚ 1998     |
| 11  | 8 czerwca 1997       | Mińsk      | Szkocja     | 0 – 1 | el. MŚ 1998     |
| 12  | 20 sierpnia 1997     | Mińsk      | Szwecja     | 1 – 2 | el. MŚ 1998     |
| 13  | 10 września 1997     | Mińsk      | Austria     | 0 – 1 | el. MŚ 1998     |
| 14  | 11 października 1997 | Wiedeń     | Austria     | 0 – 4 | el. MŚ 1998     |
| 15  | 5 września 1998      | Mińsk      | Dania       | 0 – 0 | el. ME 2000     |

### Lista goli w reprezentacji Białorusi
| Lp. | Data                 | Stadion              | Przeciwnik | Gol   | Wynik | Ranga spotkania |
| --- | -------------------- | -------------------- | ---------- | ----- | ----- | --------------- |
| 1   | 12 października 1994 | Stadion Dynama Mińsk | Luksemburg | 1 – 0 | 2–0   | el. ME 1996     |

## Kariera trenerska
Karierę trenerską rozpoczął w 2003 w rezerwach Spartaka Moskwa, gdzie pełnił funkcję asystenta. W 2004 tymczasowo został pierwszym trenerem rezerw. W 2006 został nim na stałe. Obowiązki te pełnił do 2008. W maju tegoż roku został trenerem Tomu Tomsk, jednakże już we wrześniu umowa została rozwiązana. 14 grudnia 2009 został szkoleniowcem Saluta Biełgorod, z którym podpisał roczny kontrakt. 17 maja 2010 rozwiązano umowę za porozumieniem stron. W styczniu 2011 został asystentem Stanisława Czerczesowa w Żemczużynie Soczi, a w październiku objął posadę asystenta tego samego trenera w Tereku Grozny. W czerwcu 2013 został zatrudniony na tym samym stanowisku w Amkarze Perm, gdzie pierwszym trenerem również był Czerczesow. 29 września 2013 Ramaszczanka poprowadził zespół przeciwko Anży Machaczkała z powodu dyskwalifikacji Czerczesowa. W kwietniu 2014 wraz z Czerczesowem przeszedł do Dynama Moskwa. W październiku 2015 został asystentem Czerczesowa w Legii Warszawa. W sezonie 2015/2016 Legia została mistrzem Polski. W czerwcu 2016, już po zakończeniu rozgrywek, Ramaszczanka wraz z Czerczesowem opuścił klub. W sierpniu 2016 został asystentem Czerczesowa w reprezentacji Rosji. Po mistrzostwach świata w 2018 roku, na których rosyjska kadra dotarła do ćwierćfinału, zarówno Czerczesow, jak i Ramaszczanka otrzymali z rąk prezydenta Rosji Władimira Putina tytuł Zasłużonego Trenera Rosji. W lipcu 2021 umowa z Czerczesowem i jego sztabem trenerskim została rozwiązana. W styczniu 2022 został asystentem Czerczesowa w Ferencvárosi TC.

## Życie prywatne
Młodszy brat Ramaszczanki, Maksim, również był piłkarzem.
Ma żonę Lenę, syna Nikitę i córkę Dianę.

## Osiągnięcia
- Mistrzostwo Rosji (2): 1996, 1997
- Puchar Rosji (1): 1998[28]
- Król strzelców ligi białoruskiej (1): 1992/93 (19 goli, ex aequo z Siarhiejem Baranouskim)[29][30]